# Stackelberginia tsharykulievi
Stackelberginia tsharykulievi is een vliegensoort uit de familie van de roofvliegen (Asilidae). De wetenschappelijke naam van de soort is voor het eerst geldig gepubliceerd in 1964 door Pavel Andrejevitsj Lehr.